# 長尾弘子
長尾 弘子（ながお ひろこ、1930年5月6日 - 2023年10月5日）は、日本画家。徳島県徳島市出身。徳島市立高等女学校（現徳島市立高等学校）卒業。

## 経歴
1939年に和田青華のもとで日本画を学び、1946年には徳島市立高等女学校にて高岡何有に師事。その後、第1回徳島県展初出品で特選となって以降、特選を重ね、現在は特別出品となる。
1993年にそごう徳島店美術画廊にて個展を開く。2010年に徳島県郷土文化会館にて画業70年を記念した個展「日本画展-この道七十年のあしあと」を開く。
2001年に徳島新聞文化賞、徳島県文化賞、地域文化功労者文部科学大臣表彰を受賞。

## 作品
- 『秋』（第1回徳島県展特選、行方不明）
- 『茄子』（第2回徳島県展特選）
- 『四国霊場立江寺観音堂天井画』（1976年（昭和51年）、立江寺）
- 『四国霊場立江寺方丈襖絵』（1997年（平成9年）、立江寺）

等